# Trivirostra poppei
Trivirostra poppei is een slakkensoort uit de familie van de Triviidae. De wetenschappelijke naam van de soort is voor het eerst geldig gepubliceerd in 1999 door Fehse.